# Barro (kommun)
Barro är en kommun i Spanien. Den ligger i provinsen Pontevedra i den autonoma regionen Galicien i nordvästra delen av landet, 500 km väster om huvudstaden Madrid. Antalet invånare är 3 657 (2024). Arean är 37,55 kvadratkilometer. Barro gränsar till Pontevedra, Poio, Portas, Moraña, Campo Lameiro och Meis. 